# Relations israélo-arabes
 (mars 2025).
La mise en forme du texte ne suit pas les recommandations de Wikipédia : il faut le « wikifier ».
Les points d'amélioration suivants sont les cas les plus fréquents. Le détail des points à revoir est peut-être précisé sur la page de discussion.
- Les titres sont pré-formatés par le logiciel. Ils ne sont ni en capitales, ni en gras.
- Le texte ne doit pas être écrit en capitales (les noms de famille non plus), ni en gras, ni en italique, ni en « petit »…
- Le gras n'est utilisé que pour surligner le titre de l'article dans l'introduction, une seule fois.
- L'italique est rarement utilisé : mots en langue étrangère, titres d'œuvres, noms de bateaux, etc.
- Les citations ne sont pas en italique mais en corps de texte normal. Elles sont entourées par des guillemets français : « et ».
- Les listes à puces sont à éviter, des paragraphes rédigés étant largement préférés. Les tableaux sont à réserver à la présentation de données structurées (résultats, etc.).
- Les appels de note de bas de page (petits chiffres en exposant, introduits par l'outil «  Source ») sont à placer entre la fin de phrase et le point final[comme ça].
- Les liens internes (vers d'autres articles de Wikipédia) sont à choisir avec parcimonie. Créez des liens vers des articles approfondissant le sujet. Les termes génériques sans rapport avec le sujet sont à éviter, ainsi que les répétitions de liens vers un même terme.
- Les liens externes sont à placer uniquement dans une section « Liens externes », à la fin de l'article. Ces liens sont à choisir avec parcimonie suivant les règles définies. Si un lien sert de source à l'article, son insertion dans le texte est à faire par les notes de bas de page.
- La présentation des références doit suivre les conventions bibliographiques. Il est recommandé d'utiliser les modèles {{Ouvrage}}, {{Chapitre}}, {{Article}}, {{Lien web}} et/ou {{Bibliographie}}. Le mode d'édition visuel peut mettre en forme automatiquement les références.
- Insérer une infobox (cadre d'informations à droite) n'est pas obligatoire pour parachever la mise en page.

Pour une aide détaillée, merci de consulter Aide:Wikification.
Si vous pensez que ces points ont été résolus, vous pouvez retirer ce bandeau et améliorer la mise en forme d'un autre article.
 (mars 2025).
Motif : copier/coller de l'article en.wp via une traduction automatique. Doutes sur les sources (comme une référence de 2021 source un évènement de 2023 ?)
- Archive Wikiwix
- Bing
- Cairn
- DuckDuckGo
- E. Universalis
- Gallica
- Google
- G. Books
- G. News
- G. Scholar
- Persée
- Qwant
- (zh) Baidu
- (ru) Yandex
- (wd) trouver des œuvres sur Wikidata

| 1. | Préciser le motif de la pose du bandeau. | Précisez le motif de la pose du bandeau en utilisant la syntaxe suivante : {{admissibilité à vérifier\|date=juin 2025\|motif=remplacez ce texte par le motif}}                                |
| 2. | Informer les utilisateurs concernés.     | Pensez à avertir le créateur de l'article, par exemple, en insérant le code ci-dessous sur sa page de discussion : {{subst:avertissement admissibilité à vérifier\|Relations israélo-arabes}} |

 (mars 2025).
Pour le conflit, voir conflit israélo-arabe.
 (mars 2025).
Les relations israélo-arabes font référence aux relations entre Israël et les pays arabes. Les relations d’Israël avec le monde arabe sont éclipsées par le conflit israélo-arabe et le conflit israélo-palestinien. Israël a été en guerre avec des États arabes à plusieurs reprises depuis sa naissance en 1948. En effet, le 14 mai 1948, l’État d’Israël est officiellement proclamé par David Ben Gourion, le jour même où prend fin le mandat britannique. Aussitôt, cinq pays arabes (Liban, Syrie, Irak, Jordanie, Égypte) déclarent la guerre à l’État d’Israël. Ce sera la première d'une longue série de guerres. 
Israël, gravement menacé par  l’avantage numérique de la coalition arabe, réussit pourtant une contre-offensive. Celle-ci lui permet d’obtenir l’armistice de 1949. Israël étend son territoire mais perd l’accès à la Vieille Ville de Jérusalem. La situation géopolitique reste instable, Israël étant entouré par des pays qui lui sont hostiles. De plus, environ 750 000 Arabes palestiniens, chassés par la guerre, se retrouvent réfugiés dans les pays arabes voisins qui les maintiennent dans des camps aux confins d’ Israël.  
De 1949 à 1956, Israël subit de constantes attaques de fedayin (commandos palestiniens) à partir de la bande de Gaza. En outre, malgré l'armistice de 1949, l’Égypte interdit l’accès au canal de Suez à tout navire arborant un pavillon israélien. En 1956, le président égyptien, Gamal Abdel Nasser, décide de nationaliser le canal de Suez dont la France et la Grande-Bretagne sont actionnaires de la compagnie qui le gère. Pour empêcher cette nationalisation, ces deux pays concluent un accord militaire avec Israël et déclarent la guerre à l’Égypte. Israël envahit alors le Sinaï (territoire égyptien), et, avec le soutien de l’armée franco-britannique, s’empare du canal de Suez. C’est la «guerre de Suez ». 
La pression des Soviétiques et des Américains force Israël à se retirer du Sinaï, et impose  la présence de Casques bleus de l’ONU sur la frontière israélo-égyptienne, du côté égyptien.
En 1967, le président Nasser, à la tête d’une coalition d’armées arabes, ferme le détroit de Tiran et menace à nouveau d’attaquer Israël. Divers signes annonciateurs ne laissent aucun doute sur ce qui se prépare. L’armée israélienne attaque préventivement ; ce sera  la « guerre des Six Jours ». Gagnée par Israël, elle entraînera la perte du Sinaï et de Gaza pour l’Égypte, de la Cisjordanie et de Jérusalem-Est pour la Jordanie, et du plateau de Golan pour la Syrie. Plusieurs centaines de milliers de réfugiés arabes palestiniens se retrouvent ainsi sous contrôle israélien, en Cisjordanie et à Gaza. 
En 1973, les Israéliens, trop confiants en leur supériorité militaire, n’écoutent pas les avertissements des renseignements militaires et se laissent surprendre, le jour férié de Yom Kippour (jour du Grand Pardon) par une attaque concertée de l’Égypte et de la Syrie dont les armées ont été bien entraînées et équipées en armement moderne par les Soviétiques. Israël obtient finalement la victoire, avec l’aide d’un pont aérien américain, mais cette guerre surprise, la « guerre du Kippour », a ranimé le sentiment qu’à chaque guerre, Israël joue sa survie.
Dans les années 1980, Israël répond systématiquement aux attentats et tirs de roquettes de la part de l’OLP de Yasser Arafat, installée au Liban.  
Israël réagit par des éliminations ciblées, des opérations rapides et finalement par une opération militaire en 1982 menée contre les Palestiniens au Liban, appelée « Paix en Galilée ».  Celle-ci vise à éliminer l’OLP, au prix d’une occupation du Liban du Sud de 1983 à 2000. Cependant,  l’OLP se replie à Tunis. Les attaques sur le nord d’Israël ne s’arrêtent pas pour autant. Le Hezbollah, une milice islamiste chiite libanaise nouvellement constituée, prend la relève de l’OLP, ce qui entraîne une deuxième guerre en territoire libanais en 2006 avec de lourdes pertes militaires et civiles pour les deux parties, surtout côté libanais. Les Casques bleus de l’ONU (la FINUL) sont déployés sur la ligne du cessez-le-feu qui est finalement conclu.
En 2005, Israël se retire de la bande de Gaza (prise à l’Égypte en 1967, lors de la guerre des Six Jours). Au pouvoir en 2006, le Hamas organise des attentats suicides, tuant des civils israéliens, et continue à lancer de manière quotidienne des roquettes sur le sud d’Israël. Ce qui entraînera, en 2008-2009, puis en 2012 et en 2014, des guerres entre le Hamas et Israël, à Gaza. 
D’autres conflits ont encore lieu… jusqu’aux sanglants massacres du 7 octobre 2023 perpétrés par le Hamas dans le sud d’Israël, avec prise d’otages aussitôt emmenés à Gaza.  A partir de ce moment, Israël fait face, simultanément, au Hamas à Gaza, au Hezbollah au Sud-Liban qui a décidé d’assister le Hamas, et aux Houthis du Yémen,  trois groupes armés soutenus/mandatés par l’Iran. 
Une grande majorité des États de la Ligue arabe ne reconnaissent pas Israël, et les Israéliens et les Juifs en général sont considérés comme une cible fréquente de l’antisémitisme dans le monde arabe . Après plusieurs guerres israélo-arabes, l'Égypte fut le premier État arabe à reconnaître diplomatiquement Israël en 1979 avec la signature du traité de paix israélo-égyptien. En 1993, Israël et l'OLP (Organisation de Libération de la Palestine) se reconnaissent mutuellement dans le cadre des accords d’Oslo, puis la Jordanie reconnaît Israël en 1994. En 2020, quatre autres États arabes (les Émirats arabes unis, Bahreïn, le Maroc et le Soudan ) ont normalisé leurs relations. On parle également de l’émergence d’une alliance israélo-arabe contre l’Iran.
L'accord de paix entre Israël et la Jordanie: 26 octobre 1994
Après la signature de l’accord d’armistice de 1949, Israël commença à établir des localités
agricoles dans l’Arava.
Les terres fertiles et les nappes phréatiques se trouvaient du côté jordanien, et en général
étaient non exploitées, Israël commença à les exploiter dans  certaines localités,
(Notamment Yotvata, Lotan, Ketura, Idan et Grofit). 200 ha
furent aussi alloués au village de Tzofar fondé en 1976 et Israël fit creuser 22 puits en territoire
jordanien fournissant 15 millions de m3 d’eau par an. Israël empiéta également sur le territoire
jordanien pour construire des systèmes de sécurité destinés à protéger ces localités; au total 34
000 ha ont été annexés par Israël. Enfin, l’accord d’armistice de 1949 laissait entre Israël et « l’île
» de Naharayim, apparue après la construction du barrage électrique de Rutenberg en 1927, à
l’est du Jourdain, une étendue de 83 ha que les kibboutzim de la région commencèrent aussitôt
à cultiver.
La déclaration du roi Hussein de Jordanie en juillet 1988 annulant l’annexion de la Cisjordanie
par le royaume hachémite, ainsi que la signature des accords d’Oslo entre Israël et l’OLP en 1993,
ouvrirent la voie à un accord de paix entre Israël et la Jordanie. Le 25 juillet 1994 fut signée la « Déclaration de
Washington » en vue d’un accord de paix. Au cours des pourparlers, les Jordaniens insistèrent
pour que la ligne d’armistice de 1949, qui dans cette zone suit la frontière internationale de
1922, puisse servir de frontière. Israël affirma que certaines formulations figurant dans la
proclamation britannique de 1922, comme « Wadi Arava » ou « le milieu du Wadi Arava » étaient
ambiguës, mais cet argument fut repoussé par les Jordaniens. Toutefois, le roi Hussein accepta
la demande du Premier ministre Yitzhak Rabin pour qu’Israël conserve les territoires cultivés
par les villages israéliens de l’Arava ; en échange, la Jordanie reçut des terres rocailleuses en
territoire israélien, à l’ouest de la frontière. Environ 16,5 km2 furent échangés entre chaque
partie. Le reste de la frontière a été tracé suivant la ligne du territoire mandataire, de façon à ce
que la Jordanie récupère plus de 300 km2. Cet échange territorial n’est pas mentionné dans le
traité de paix mais est mentionné sur des photographies aériennes, dans l’Atlas de l’Institut Truman dont s’inspire largement ce chapitre . 
Concernant « l’île » de Naharayim dans le Nord, un régime spécial fut mis en place pour une
période de 25 ans. Israël reconnaissait la souveraineté de la Jordanie sur ce territoire, tandis que
cette dernière acceptait que les terres continuent d’être exploitées par le kibboutz d’Ashdot
Ya’akov, avec la possibilité de renouveler ce bail pour une nouvelle période de 25 ans. Un accord
similaire fut signé concernant le moshav (village coopératif) de Tsofar dans la vallée d’Arava,
dont les terres se trouvaient à l’est de la frontière. Dans les deux cas, il n’était pas question pour
Israël de louer ces terres et les localités israéliennes n’ont jamais dû payer la Jordanie. L’accord
stipulait également le transfert à la Jordanie de 50 millions de m3 d’eau puisées dans le lac de
Tibériade en échange des eaux extraites en territoire jordanien.
L’accord de paix fut signé le 29 octobre 1994 au point de passage frontalier de la Arava par
le Premier ministre Yitzhak Rabin et le roi Hussein, en présence du président américain Bill
Clinton. En octobre 2018, le roi Abdallah II de Jordanie décida de ne pas prolonger la validité
de ces deux additifs à l’accord de paix concernant aussi bien l’enclave de Tsofar dans la vallée
d’Arava (200 ha) que « l’île » de Naharayim (80 ha). Ces décisions étaient conformes aux termes
de l’accord, de sorte que « l’île » de Naharayim fut restituée à la Jordanie en octobre 2019 et
l’enclave de Tsofar en avril 2020.
Israël et l'Égypte
En juin 1967, la guerre des Six Jours éclate : les services secrets israéliens découvrent les plans d’attaque d’Israël concoctés par Nasser et décident d’attaquer pour ne pas se laisser anéantir.  Israël conquit la péninsule égyptienne du Sinaï.
Le 6 octobre 1973 éclatait la guerre du Kippour, à l’initiative de la Syrie et de l’Égypte. Elle dura jusqu’à un cessez-le-feu censé entrer en vigueur le 24 octobre, bien que sur le front égyptien des échanges de feu se poursuivirent encore deux jours. Le 11 novembre est signé l’accord du cessez-le-feu entre l’Égypte et Israël et le 21 décembre 1973 s’ouvrit à Genève une Conférence de paix en présence des représentants d’Israël, de l’Égypte et de la Syrie. À la suite de cette
conférence, Israël et l’Égypte conclurent le 18 janvier 1974 un accord de séparation des forces, qui allait conduire à la fin du blocus égyptien à la navigation israélienne sur la mer Rouge. Le canal de Suez fut rouvert et Israël se retira sur une ligne à 20 km à l’est du Canal.
En 1975 fut conclu un accord supplémentaire dit accord intérimaire. Il fut approuvé par la Knesset le 3 septembre puis signé le lendemain à Genève. L’accord stipulait qu’Israël se retirerait d’une zone de 30 à 40 km à l’est de la précédente ligne de cessez-le-feu, incluant les cols stratégiques de Mitla et de Gidi dans
l’ouest du Sinaï. Le territoire évacué par Israël fut considéré comme une zone tampon sous la supervision des forces de l’ONU. En outre, Israël se retira d’une étroite bande de terrain le long du golfe de Suez, qui comprenait la plupart des champs pétroliers du Sinaï. Cette zone devint un territoire démilitarisé sous contrôle civil égyptien. Des arrangements furent conclus entre Israël et l’Égypte pour l’utilisation de la route longeant le golfe ainsi que des arrangements
permettant à Israël de poursuivre ses activités dans la station de surveillance d’Oum Hashiba, à l’intérieur d’une zone sous contrôle onusien, et aux Egyptiens de faire de même dans une station de surveillance militaire aux alentours. Chacune des parties s’engageait à restreindre la présence de ses troupes de chaque côté de la zone tampon.
À la suite de la visite historique du président égyptien Anouar Sadate en Israël en 1977, s’ouvrirent des négociations de paix entre Israël et l’Égypte. Elles aboutirent aux accords de Camp David, signés en 1978 par le président des Etats-Unis Jimmy Carter, le président égyptien Anouar Sadate et le Premier Ministre israélien Menahem Begin. Le premier « accord-cadre visant
à un règlement de paix au Moyen-Orient », se basait sur les résolutions 242 et 338 du Conseil de sécurité de l’ONU. Il se divisait en deux parties : la première qui portait sur la Cisjordanie et la bande de Gaza, prévoyait la mise en place d’un régime provisoire d’autonomie pour la population palestinienne pour une durée de cinq ans avant la conclusion d’un règlement définitif ; la seconde partie, concernant les rapports entre l’Égypte et Israël, traitait d’un processus de normalisation entre les deux pays qui serait suivi d’accords semblables entre Israël et la Jordanie, la Syrie et le Liban. Ce second accord posait le cadre d’un règlement de paix
entre l’Égypte et Israël. Le traité était basé sur un retrait total par Israël de la péninsule du Sinaï « jusqu’à la frontière internationalement reconnue entre l’Égypte et la Palestine mandataire ».
Le retrait devait être suivi d’une normalisation des relations, comprenant une reconnaissance mutuelle ainsi que l’ouverture de relations diplomatiques, économiques et culturelles. La Knesset approuva les accords de Camp David le 27 septembre 1978 : 84 députés votèrent pour et 19 s’y opposèrent.
L’accord de paix entre Israël et l’Égypte mit fin à l’état de guerre entre les deux pays, dessina une frontière permanente, institua une zone démilitarisée le long de cette frontière et imposa une restriction de la présence militaire égyptienne dans le Sinaï. L’accord instaurait des relations de bon voisinage en conformité avec le Droit international et prévoyait le déploiement d’une force multinationale d’observateurs au Sinaï. La Knesset approuva l’accord le 22 mars 1979 à une majorité de 95 voix contre 18. La cérémonie de signature du traité de paix entre Israël et
l’Égypte eut lieu le 26 mars 1979 à la Maison Blanche. Israël acheva en 1982 le retrait du Sinaï, comportant le démantèlement de toutes ses implantations dans la zone de Yamit. En 1985, à la suite d'un arbitrage international, Israël se retira aussi de l’enclave de Taba sur la mer Rouge.
Israël et les pays du Golf
Le 28 janvier 2020, Donald Trump dévoile son "Plan de paix pour le Proche-Orient" avec Jared Kushner.
Ce plan repose sur un volet politique favorisant les intérêts d’Israël, et un volet économique qui charge la communauté internationale, et en premier lieu les pays du Golfe, de soutenir le développement économique des Territoires palestiniens. Ce grand projet, élaboré par Washington et Tel Aviv avec l’approbation de certaines capitales du Golfe, est défini en Israël comme la consécration et le point de départ possible d’une nouvelle « entente cordiale » avec l’Arabie Saoudite, les Émirats arabes unis (EAU), Bahreïn et Oman. 
Dès le début des années 2000, Israël et certains pays du Golfe se sont inquiétés des ambitions de l'Iran qui, sur le plan intérieur, commençait le développement du programme nucléaire (révélé en 2002 par un opposant au régime, puis assumé dès 2006 avec la levée des scellés posés par l’Agence internationale de l’énergie atomique), associé au développement de missiles à longue portée et sur le plan régional sur la consolidation de ses réseaux d’influence au Levant (Hezbollah, Hamas, réseaux chiites en Irak).  Très vite, Israéliens et Saoudiens ont partagé une même perception obsessionnelle de l’Iran et développé des contacts.  
Mais après le 7 octobre 2023, l'Arabie saoudite a durci le ton envers Israël.  